# 景昌 (知府)
景昌（？—？），镶红旗满洲人，是一名清朝地方官员。
于乾隆四十二年（1777年），任汀州府知府。四十三年（1778年），任福州府知府。
| 官衔          | 官衔                                             | 官衔          |
| ------------- | ------------------------------------------------ | ------------- |
| 前任： 邏庚   | 汀州府知府 乾隆四十二－四十三年 （1777－1778年） | 繼任： 朱景英 |
| 前任： 徐元   | 福州府知府 乾隆四十三－四十四年 （1778－1779年） | 繼任： 蘇泰   |
| 前任： 朱景英 | 汀州府知府 乾隆四十四－四十六年 （1779－1781年） | 繼任： 王右弼 |